# Jérémy Frick
Jérémy Frick (* 8. März 1993 in Genf) ist ein Schweizer Fussballtorhüter.

## Karriere

### Vereine
Frick begann seine Laufbahn beim FC Collex-Bossy, bevor er in die Jugend des Servette FC wechselte. 2009 schloss er sich dem französischen Verein Olympique Lyon an, bei dem er 2011 in die zweite Mannschaft befördert wurde. In den folgenden Spielzeiten stand er teilweise auch im Kader der ersten Mannschaft, für die er allerdings nie zum Einsatz kam. Im Februar 2015 wechselte er auf Leihbasis zum Schweizer Zweitligisten Servette FC. Am 16. Februar, dem 20. Spieltag, gab er beim 2:0 gegen den FC Lugano sein Debüt in der Challenge League. Er avancierte zum Stammtorhüter und verpasste bis Saisonende lediglich eine von 18 Ligapartien. Servette erreichte schliesslich den zweiten Rang, musste allerdings aufgrund des Lizenzentzugs der Swiss Football League in die drittklassige Promotion League zwangsabsteigen. Nach Leihende unterschrieb Frick zur Spielzeit 2015/16 einen Vertrag beim FC Biel-Bienne. Er absolvierte 29 Spiele für die Bieler in der Challenge League, wegen eines Lizenzentzugs schied der Verein im April 2016 aus dem Spielbetrieb aus und musste in die sechstklassige 2. Liga absteigen. Zur folgenden Saison 2016/17 kehrte er zum Servette FC zurück, der als Meister der Promotion League wieder in die Challenge League aufgestiegen war. Bis Saisonende spielte er 24-mal für die Genfer in der Challenge League und einmal im Schweizer Cup. 2017/18 bestritt er 27 Spiele in der zweiten Schweizer Liga. 2018/19 kam er erneut regelmässig zum Einsatz und absolvierte 31 Partien in der Challenge League und zwei Spiele im Schweizer Cup. Servette stieg als Meister der Challenge League in die erstklassige Super League auf. Am 21. Juli 2019, dem 1. Spieltag, debütierte Frick beim 1:1 gegen den BSC Young Boys in der höchsten Schweizer Liga. In seiner Premierensaison in der Super League stand er 34-mal im Tor der Grenats. 2020/21 bestritt er 33 Ligapartien. Zudem kam er zu je zwei Spielen im Schweizer Cup, in dem man im Halbfinal gegen den FC St. Gallen ausschied, und in der Qualifikation zur UEFA Europa League, die der letztjährige Neuling als Ligavierter erreicht hatte. Servette verlor in der zweiten Runde gegen Stade Reims. Im Juni 2021 verlängerte der Stammtorhüter seinen Vertrag bis 2024.

### Nationalmannschaften
Frick durchlief ab der U-15-Auswahl zwischen 2008 und 2013 sämtliche Schweizer U-Nationalmannschaften. Anfang 2013 kam er unter Trainer Pierluigi Tami in zwei Freundschaftsspielen für die U-21-Nationalmannschaft zum Einsatz.